# Пугало

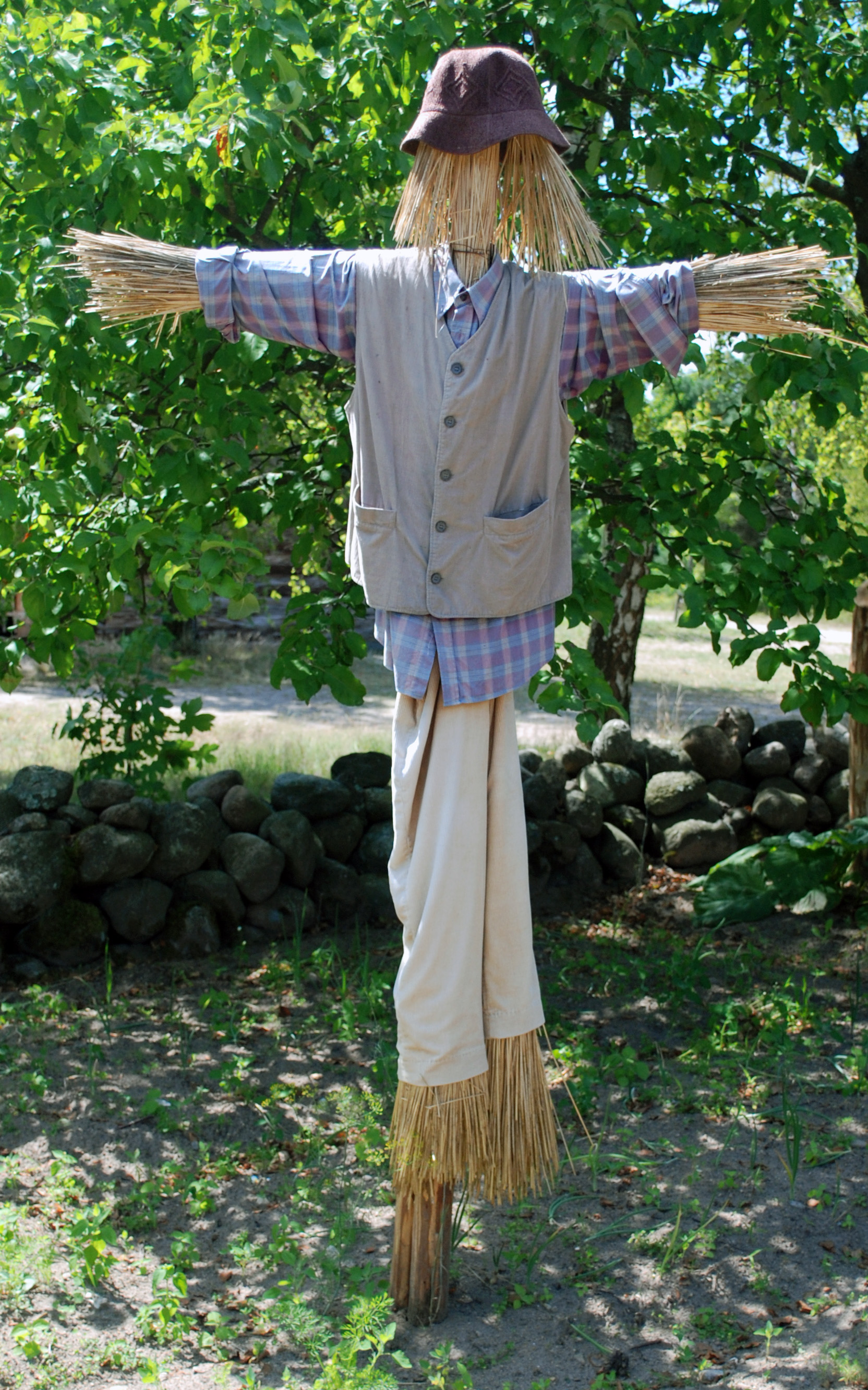

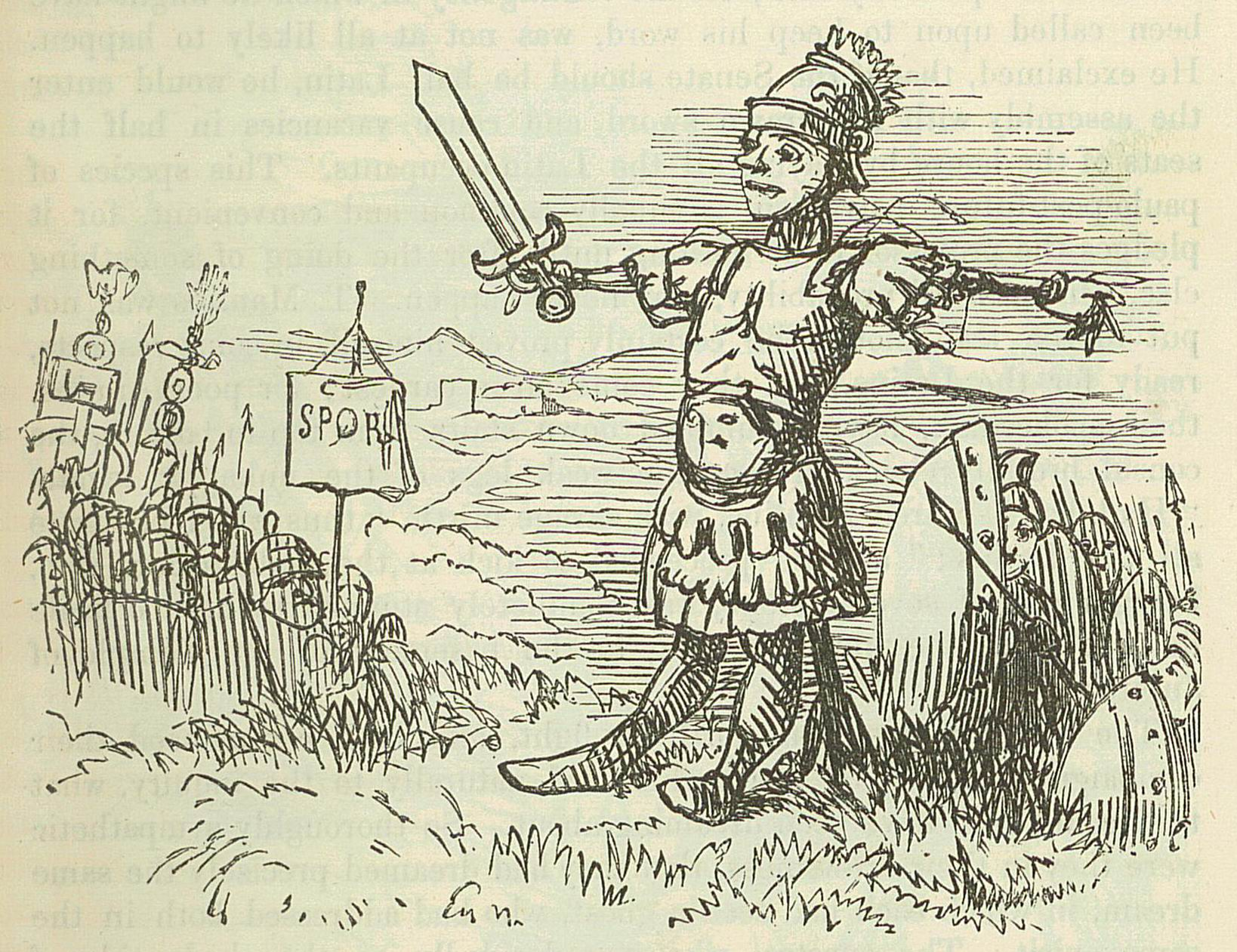
Иллюстрация к комической истории: выставление пугала, изображающего воина, против врагов

Пу́гало — чучело, выставляемое в садах и огородах, служащее для отгона птиц (например, ворон), клюющих урожай. Пугало часто делается внешне похожим на человека: как правило, это расположенная на палке старая одежда, которой с помощью соломы придана форма. Иногда для большего эффекта к пугалам могут быть приделаны вертушки, шумовые приспособления. Однако пугала могут отпугивать и полезных птиц, уничтожающих вредных насекомых.

## Пугала в культуре
В России в райцентре Южа Ивановской области существует музей огородных пугал.
- Пугало — рассказ 1885 года — Николая Лескова.
- Страшила — один из ключевых персонажей «Волшебника из страны Оз» и «Волшебника Изумрудного города»: пугало, ставшее правителем главного города Волшебной страны.
- Тыквоголовый Джек — ещё одно пугало из произведений Л. Ф. Баума (в сказках Волкова не упоминался).
- Джонатан Крейн, преступник, избравший образ пугала для устрашения противников и использующий псевдоним «Пугало», один из врагов Бэтмена.
- «Пугало» — эпизод американского мистического сериала «Сверхъестественное», рассказывающего о городке, где местные жители ради хорошего урожая приносят человеческие жертвы языческому божеству, вселяющемуся в огородное пугало.
- Пугало-репка в аниме Ходячий замок, а также в произведении Дианы Уинн Джонс, по которому мультфильм создан, оказался заколдованным принцем противоборствующей стороны.
- Пугало — одушевлённое тёмное существо в романе Алексея Пехова «Страж».
- Группа Pink Floyd записала песню «Пугало» (The Scarecrow) для своего дебютного альбома The Piper at the Gates of Dawn.
- Группа Avantasia записала песню «Пугало» (The Scarecrow) для своего концептуального альбома The Scarecrow.
- Московская прогрессив-метал группа Mechanical Poet записала песню Clue Of A Scarecow о нелегкой судьбе огородного пугала для своего дебютного альбома Handmade Essence.
- «Пугало» — песня из репертуара Лаймы Вайкуле (музыка Раймонда Паулса, стихи Ильи Резника).
- Пугалом отгоняет от посевов ворон герой Даниэля Дефо Робинзон Крузо.
- «Пугало» — мультфильм 1961 года производства студии «Киевнаучфильм».
- Пугало из сказки Ренато Рашела «Ренатино не летает по воскресеньям».
- Палк Палкович — персонаж мультфильма Иван Царевич и Серый волк 3.